# Tyango
Tyango ou Tchangue est un village du Cameroun situé dans la région du Sud et le département de l'Océan. Il fait partie de la commune de Bipindi et se trouve à 70 km de Kribi sur la route qui lie Bipindi à Akom II.

## Population
En 1966, la population était de 399 habitants. Lors du recensement de 2005, le village comptait 580 habitants dont 263 hommes et 317 femmes, principalement de Fangs.